# Batman határtalanul: A szörnyek keringője
A Batman határtalanul: A szörnyek keringője (eredeti cím: Batman Unlimited: Monster Mayhem) 2015-ben bemutatott amerikai animációs film, amelynek a rendezője és producere Butch Lukic, a zeneszerzője Kevin Riepl, az írója Heath Corson. A DC Entertainment és Warner Bros. Animation gyártásában készült, a Warner Home Video forgalmazásában jelent meg. Műfaját tekintve akciófilm.
Amerikában 2015. augusztus 18-án debütált.

## Szereplők
| Szereplő | Színész              | Magyar hang       |
| --- | -------------------- | ----------------- |
| Bruce Wayne / Batman | Roger Craig Smith    | Welker Gábor      |
| Joker | Troy Baker           | Kerekes József    |
| Victor Stone / Kiborg | Khary Payton         | Szabó Máté        |
| Oliver Queen / Zöld Íjász | Chris Diamantopoulos | Stohl András      |
| Dick Grayson / Éjszárny | Will Friedle         | Magyar Bálint     |
| Tim Drake / Robin | Yuri Lowenthal       | Baráth István     |
| Siobhan McDougal / Ezüst Kísértet | Kari Wuhrer          | Nemes Takách Kata |
| Cyrus Gold / Solomon Grundy | Fred Tatasciore      | Törköly Levente   |
| Dr. Jonathan Crane / Madárijesztő | Brian T. Delaney     | Epres Attila      |
| Basil Karlo / Agyagpofa | Dave B. Mitchell     | Galambos Péter    |
| Gogo Shoto | Noel Fisher          | Penke Bence       |
| Alfred | Alastair Duncan      | Rosta Sándor      |
| James Gordon rendőrfelügyelő | Richard Epcar        | Kárpáti Levente   |
| Dr. Stone | Cedric Yarbrough     | Jakab Csaba       |
| Houston Raines | Eric Bauza           | Vári Attila       |
| Gladys Windsmere | Amanda Troop         | Szórádi Erika     |
| További magyar hangok: |                      |                   |
| Berecz Kristóf Uwe, Berkes Boglárka, Bor László, Fehérváry Márton, Hirling Judit, Kapácsy Miklós, Kiss László, Martin Adél, Sörös Miklós, Téglás Judit, Tóth Szilvia, |                      |                   |